# Mramorovo pri Lužarjih
Mramorovo pri Lužarjih este o localitate din comuna Bloke, Slovenia.